# MP-443 Grach
A MP-443 Grach (em russo:  MП-443 Грач, transl. gralha-calva) ou "PYa", para "Pistolet Yarygina" ("Pistola Yarygin"), seguindo o procedimento de nomenclatura tradicional russo (em russo:  Пистолет Ярыгина), é uma pistola semiautomática russa de 9 mm.

## Desenvolvimento
O desenvolvimento foi liderado pelo projetista Vladimir Alexandrovich Yarygin.
Ela foi desenvolvida sob a designação "Grach" em resposta aos testes militares russos, iniciados em 1993.
Em 2003, foi adotada como uma das armas curtas padrão para todas as forças armadas e policiais russas, juntamente com a Makarov, a GSh-18 e a SPS.
A produção em massa das pistolas PYa começou em 2011.

## Projeto

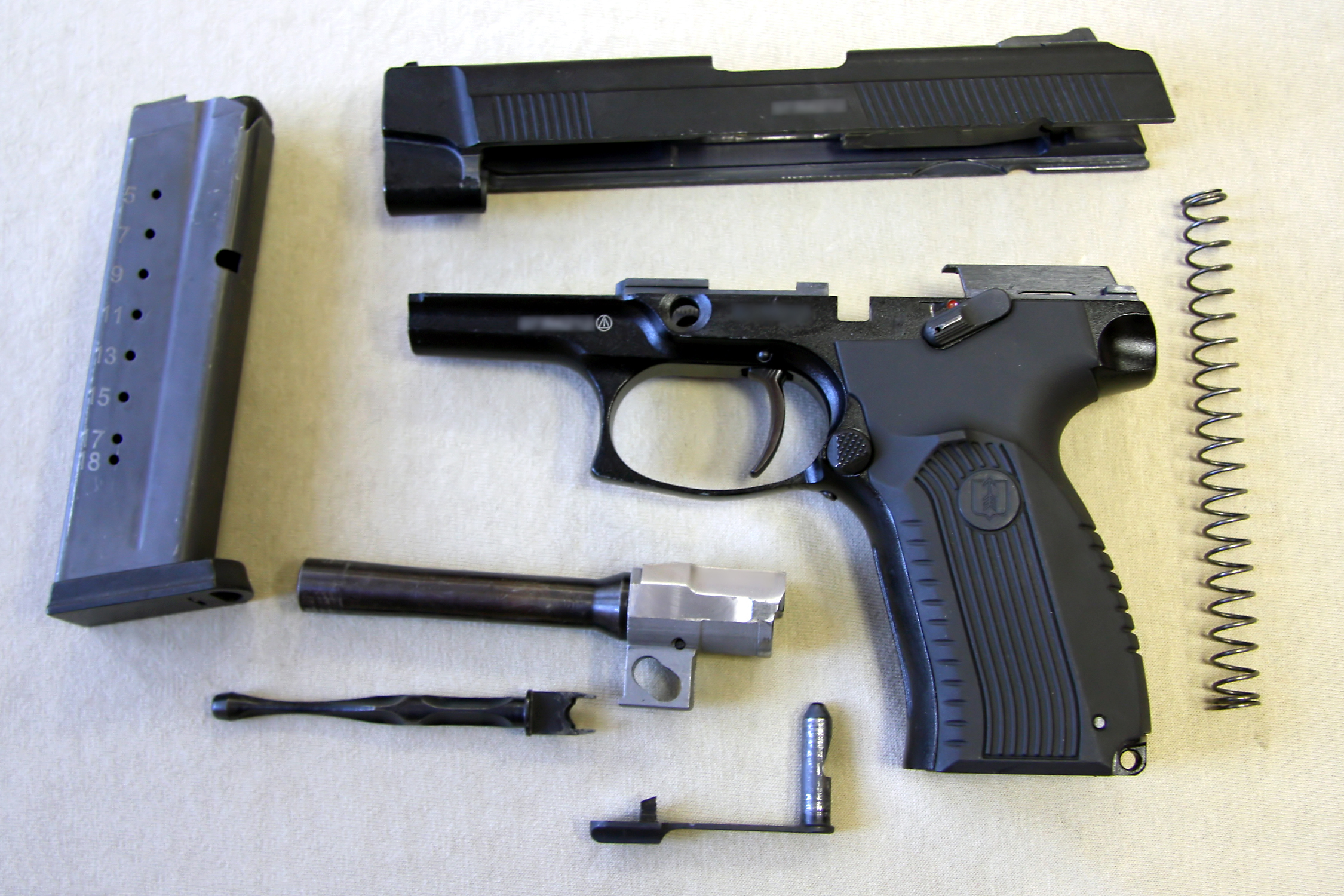
Uma MP-443 Grach desmontada em campo até suas partes principais

A PYa é uma pistola semiautomática de alta capacidade, ação dupla e recuo curto.

### Composição
Embora os cabos da pistola sejam de polímero, a arma é feita em grande parte de metal (aço inoxidável para o cano, aço carbono para a estrutura e o ferrolho).

### Operação
O sistema de travamento do cano/ferrolho segue um projeto simplificado da Colt-Browning, semelhante ao encontrado em muitas pistolas modernas (por exemplo, as famílias de pistolas SIG Sauer e Glock).
A culatra do cano tem formato retangular, em vez de arredondado, e se encaixa em ranhuras de travamento correspondentes dentro do ferrolho, próximas à janela de ejeção.
A alavanca de parada do ferrolho pode ser montada em ambos os lados da arma para acomodar operadores destros e canhotos.

### Segurança
A trava de segurança manual é ambidestra, com travas de segurança em ambos os lados da arma, onde é manipulada pelo polegar.
A trava de segurança é montada na armação, abaixo das ranhuras traseiras do ferrolho e diretamente atrás da alavanca de parada do ferrolho. O cão é parcialmente oculto nas laterais para evitar que fique preso em roupas e equipamentos.
A trava de liberação do carregador está localizada na base do guarda-mato, no lado esquerdo, onde pode ser manipulada com o polegar (operadores destros) ou com o dedo indicador ou médio (operadores canhotos).

### Mira
A massa de mira é formada como uma parte fixa do ferrolho e não é ajustável.
A alça de mira possui ajuste para deriva (tipo cauda de andorinha), mas isso requer uma ferramenta.
Ambas possuem elementos de contraste branco para facilitar a mira em condições de pouca luz.

### Carregador
A capacidade padrão do carregador é de 17 cartuchos, alimentada por um carregador bifilar. Carregadores com capacidade para 18 cartuchos foram produzidos após 2004.

### Munição
Ela é equipada para o cartucho 9×19mm 7N21, o carregamento russo do onipresente cartucho de pistola 9mm NATO, que é amplamente equivalente aos carregamentos padrão da NATO, carregado com especificações de pressão comparáveis.
O 7N21 apresenta uma bala semi-perfurante com núcleo de aço temperado.
A arma também pode usar cartuchos padrão 9×19mm Parabellum/9mm Luger/9×19mm NATO, incluindo cargas civis, como balas de ponta oca para aplicação da lei (apenas balas encamisadas são permitidas para uso em armas militares).

### Acessórios
| Nome               | Descrição                                                                                  |
| ------------------ | ------------------------------------------------------------------------------------------ |
| крепление Б-8      | Trilho Weaver desmontável                                                                  |
| 2КС+ЛЦУ мини-Клещ" | Combinação de luz tática e mira laser montada na arma que pode ser montada abaixo do cano. |

## Adoção

### Forças armadas
Em 2003, a PYa foi adotada como arma secundária padrão para as Forças Armadas da Rússia.
A partir de 2008, ela passou a ser fornecida apenas em pequenas quantidades a unidades selecionadas de forças especiais, presumivelmente aquelas no Cáucaso do Norte.
As entregas em massa de pistolas PYa para as Forças Armadas Russas começaram em 2012. Os batedores do complexo de inteligência, pertencentes ao Distrito Militar Central e estacionados na Sibéria, se rearmaram totalmente com pistolas Yarygin no início de 2015.
A partir de 2015, ela passou a ser a pistola de serviço das Tropas Aerotransportadas da Rússia. Desde 2018, ela é fornecida à Guarda Nacional da Rússia.
O uso de pistolas PYa continua em 2021.

### Aplicação da lei
Desde setembro de 2006, tem sido usada como pistola na aplicação da lei, embora nunca tenha substituído completamente a Makarov PM.
É adotada como arma secundária padrão por unidades policiais especiais (SOBR) e unidades de resposta rápida da polícia de choque (OMON).
Em outubro de 2008, o Ministro do Interior russo planejou equipar mais policiais russos com pistolas PYa. No entanto, devido a problemas financeiros e à abundância da pistola Makarov na Rússia, a Makarov permanece como a principal pistola de serviço policial no país.

## Variantes

### MP-446 Viking
Versão civil da Grach com capacidade para 17 ou 18 cartuchos. Carregadores de 10 cartuchos estão disponíveis.
É idêntica à Grach, exceto por não ter sido projetada para receber cartuchos +P e +P+ de alta potência, como o 9×19mm 7N21.

#### MP-446C Viking
Versão civil projetada para competição.

### MP-353
Versão civil.
Pistola não letal que dispara apenas munição com balas de borracha.

### MP-472
Pistola não letal.

## Operadores
- Cazaquistão
  - Desde 2007 utilizada como pistola de serviço em empresas de segurança privada.[22]
- Rússia

## Na cultura popular
A arma aparece nos jogos eletrônicos Call of Duty: Ghosts, Squad e Escape from Tarkov.